# Mathieu Wojciechowski
Mathieu Nicolas Wojciechowski (Calais, 20 ottobre 1992) è un cestista francese con cittadinanza polacca.